# Người phụ nữ không mặt

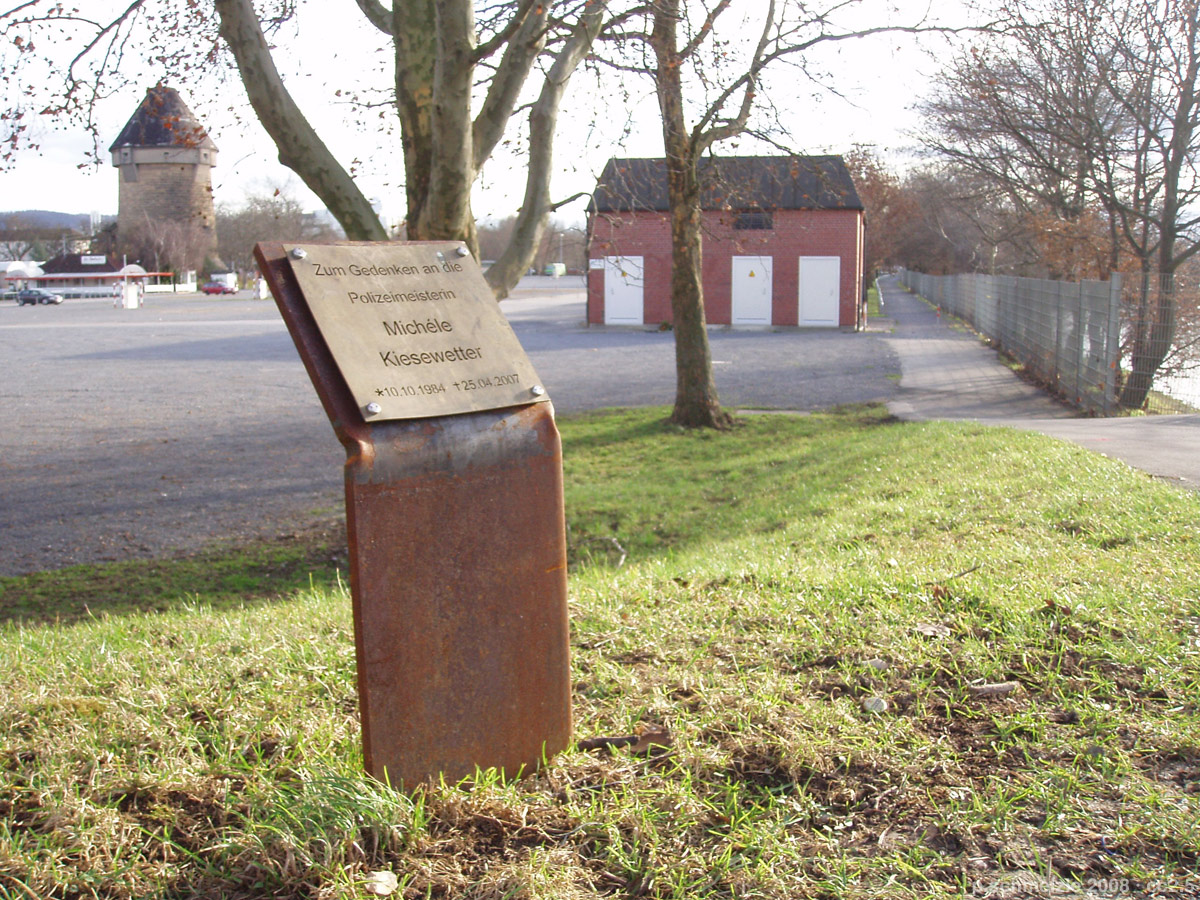
Bảng tưởng niệm gần nơi xảy ra án mạng của sĩ quan Michèle Kiesewetter

Bóng ma ở Heilbronn (tiếng Đức: Heilbronner Phantom), thường được gọi là "Người phụ nữ không mặt" (tiếng Đức: Frau ohne Gesicht) hay "Người phụ nữ không xác định" (tiếng Đức: Unbekannte weibliche Person), là một kẻ giết người hàng loạt không có thật, được giả thuyết tồn tại của các bằng chứng DNA được tìm thấy tại nhiều hiện trường vụ án ở Áo, Pháp và Đức từ năm 1993 đến 2009. Những vụ giết người trong số này bao gồm vụ cảnh sát Michèle Kiesewetter, ở Heilbronn, Đức vào ngày 25 tháng 4 năm 2007.
Mối liên hệ duy nhất giữa các tội ác là DNA, tính đến tháng 3 năm 2009 đã được phục hồi từ 40 hiện trường vụ án, từ giết người đến trộm cắp. Tháng 4 năm 2009, các nhà điều tra đã kết luận rằng tên tội phạm "Phantom" không tồn tại và DNA tại hiện trường vụ án đã có mặt trên tăm bông dùng để thu thập mẫu DNA; thuộc về một người phụ nữ làm việc tại nhà máy Greiner Bio-One làm tăm bông.

## Cuộc điều tra
Tổng kết cho thấy, hung thủ đã thực hiện gần 40 vụ án mà không hề có được một nhân chứng. Người phụ nữ không mặt thích hành động về đêm để không bị phát hiện. DNA được gán cho Người phụ nữ không mặt đã được tìm thấy tại hiện trường của các tội ác sau:
- Chén uống nước tại vụ án giết bà Lieselotte Schlenger ngày 3 tháng 5 năm 1993 Idar-Oberstein, Đức.[2]
- Dấu vết DNA tìm thấy trên thi thể nạn nhân Joseph Walzenbach bị giết ngày 21 tháng 3 năm 2001 tại Freiburg. Trên tay nắm cửa, tấm biển và một số hàng hóa được xác định trùng khớp với vụ án giết bà Lieselotte Schlenger.[2]
- Trên một ống tiêm có chứa heroin vào tháng 10 năm 2001 tại một khu rừng gần Gerolstein, Đức.
- Năm 2003, cũng chính dấu vết DNA được phát hiện sau vụ trộm cắp tại tòa nhà văn phòng tại thành phố Dietzenbach. Thủ phạm đã bẻ khóa phòng, lấy đi một hộp đựng tiền. Cho dù số tiền bị mất không lớn, nhưng hành động lần này được đánh giá là rất cẩn thận so với những vụ trước.[2]
- Trên khẩu súng lục đồ chơi sau vụ cướp năm 2004 của những người buôn đá quý Việt Nam ở Arbois, Pháp.
- Năm 2005, thủ phạm quay trở lại Đức, khi dấu vết được phát hiện trên một chiếc ba lô tại vụ cướp quán bar ở Karlsruhe và một viên đạn trong vụ đấu súng tại Worms. Điều lạ lùng là chính người anh của nạn nhân bị bắn là người khơi mào vụ đọ súng. Tại hiện trường không thấy báo cáo về việc xuất hiện của một phụ nữ.[2]
- Trên một hòn đá dùng để đập vỡ cửa sổ, sau vụ trộm vào ngày 3 tháng 10 năm 2006 tại Saarbrücken, Đức.[3]
- Sau một vụ trộm tháng 3 năm 2007 tại một cửa hàng đo thị lực ở Gallneukirchen, Oberösterreich, Áo.
- Sau 20 vụ trộm và trộm xe ô tô và xe máy trong khoảng thời gian từ 2003 đến 2007 tại bang Baden-Württemberg và Saarland ở Đức; Tirol ở Áo.
- Tháng 4 năm 2007, tại thành phố Heilbronn đã xảy ra một vụ án khiến nữ nhân viên cảnh sát 22 tuổi Michele Kiesewetter cùng một người đồng đội đang hôn mê tại một bãi đậu xe, nơi họ ghé vào để ăn trưa.[2]

## Những giả thuyết
Đặc điểm gen có nguồn gốc từ Đông Âu và Nga. Một vài đặc tính còn chỉ ra, nhân vật này có tóc màu sáng và mắt xanh. Vụ chiếc ống tiêm tại Gerolstein cho thấy ả nghiện ma túy.
Những vụ trộm cắp vặt cho thấy thủ phạm cũng nhiều khi rất thiếu tiền, tương tự hành vi của một kẻ nghiện. Tuy nhiên, nhận định trên lại trái ngược với sự cẩn thận, chuyên nghiệp của "Phantom" trong một số vụ khác. Tính ra trong suốt 15 năm, thủ phạm bí ẩn trên đã không để xảy ra bất kỳ một sai sót nào.
Các dấu vết DNA được phát hiện khắp nơi tại Đức, Áo và Pháp cho thấy thủ phạm có một cuộc sống lang bạt. Một vài giả thuyết cho rằng ả là kẻ vô gia cư hay Người Di-gan.
Tính cho đến tháng 11 năm 2008, cảnh sát Đức đã bỏ ra tổng cộng 11 ngàn giờ nhân công và hơn 18 triệu đôla cho việc săn lùng "Người phụ nữ không mặt". Họ đã lấy mẫu DNA của gần 3000 người vô gia cư, nghiện ma túy và những phụ nữ từng gây ra tội ác nghiêm trọng nhưng vẫn không thể tìm ra. Ngay cả việc nhờ đến các nhà ngoại cảm, hay khoản tiền treo thưởng lên tới €300,000 cũng không thể giúp được gì.

## Sự thật
Ngay từ tháng 4 năm 2008, các điều tra viên tính tới giả thuyết, DNA của "Người phụ nữ không mặt" tình cờ xuất hiện trên các công cụ mà các chuyên gia pháp y sử dụng. Trong trường hợp này, chủ nhân thực sự của mẫu DNA không hề phạm tội, mà tất cả những vụ án trên được thực hiện bởi nhiều thủ phạm khác nhau.
Mối nghi ngờ trên được củng cố, sau trường hợp một người tị nạn bị chết cháy tại Pháp. DNA của nghi phạm trong vụ án ở Heilbronn được tìm thấy trên các dấu vân tay lấy của nhân vật này. Do người tị nạn là đàn ông, còn nghi phạm là phụ nữ, nên buộc phải xét nghiệm lại. Lần này, DNA được xác định chính xác của người đàn ông, còn mẫu của nghi phạm vụ ở Heilbronn đã biến mất. Phân tích cho thấy, sai sót này có thể xảy ra nếu DNA của người phụ nữ bí ẩn trên đã có sẵn trên chiếc tăm bông mà các chuyên gia dùng để lấy mẫu thử mang về xét nghiệm.
Hóa ra, nhiều cơ quan hành pháp của Đức đều mua sản phẩm trên từ một nhà sản xuất duy nhất, cụ thể là nhà máy Greiner Bio-One tại thành phố Tissau.
Như vậy, mẫu DNA của "Người phụ nữ không mặt" hoàn toàn có thể thuộc về một trong những nữ công nhân trực tiếp tham gia sản xuất, đóng gói tăm bông tại nhà máy. Tháng 4 năm 2009, cảnh sát Đức chính thức tuyên bố, người phụ nữ bí ẩn mà họ săn lùng lâu nay đã được tìm thấy. Đó là một nữ công nhân 71 tuổi gốc Ba Lan, trong suốt nhiều năm làm công việc đóng gói tăm bông tại nhà máy ở Tissau.

## Trong văn hóa đại chúng
- Tiểu thuyết Le Fantôme de Heilbronn của nhà văn Michel Ferracci-Porri năm 2009.
- Các sự kiện đã được hư cấu trong phần 6 "Xác định chết" của CSI: NY [cần dẫn nguồn]và phần thứ 15 "Cái chết không có sự thống trị" của Nhân chứng im lặng.